# حق حبس
حق حبس اختیاری برای هر یک از طرفین قرارداد است که بر اساس آن حق دارند اجرای تعهد خود را موکول به اجرای تعهد دیگری کنند. در عقد بیع خریدار می‌تواند پرداخت پول را به دریافت کالا منوط کرده و فروشنده نیز تحویل کالا را به تسلیم پول موکول کند. پس اجرای این حق به تعلیق قرارداد بدون فسخ آن منجر می‌شود.
حق حبس در بیشتر نظام‌های حقوقی دنیا پذیرفته و در معاهدات و کنوانسیون‌های بین‌المللی به آن اشاره شده‌است، از جمله در مادهٔ ۵۸ «کنوانسیون قراردادهای بیع بین‌المللی کالا» (مصوب ۱۹۸۰) آمده که فروشنده مجاز است تحویل دادن کالا یا اَسناد آن را به خریدار، منوط به دریافت بها کند. همچنین اگر قراردادی متضمن حمل کالا باشد، فروشنده مجاز است کالای فروخته شده (مبیع) را با این قید ارسال کند که کالا یا اسنادِ دالّ بر واگذاری آن، فقط در صورت پرداخت بها تحویل خریدار شود.( میثم مختاری)
در آثار فقهی از اصطلاح «احتباس» و «حق امتناع» نیز در اشاره به این حق استفاده شده‌است. همچنین در قوانین ایران، تعبیر حق حبس فقط در مادهٔ ۳۷۱ قانون تجارت آمده و در سایر قوانین اصطلاحات دیگری مانند «حق خودداری از تسلیم مَبیع یا ثَمَن»، «امتناع از ایفای وظایف زناشویی»، «امتناع از تسلیم مال‌التجاره» و «امتناع از اجرای تعهد» به کار رفته‌است.اما منشا اصلی حق حبس ماده ۳۷۷ قانون مدنی است که این اجازه را به مشتری و فروشنده(بایع) می دهد که از حق حبس خود استفاده کنند.
اگر هر دو طرف قرارداد از حق حبس خود استفاده کنند،بنا بر نظر  اکثریت فقها و حقوقدانان؛معامله منفسخ خواهد شد و از بین می رود.
حق حبس در نظام‌های بین المللی
حق حبس در بیش‌تر نظامهای حقوقی جهان پذیرفته شده و جنبه بین‌المللی یافته است. 
در برخی کشورها، مانند آلمان، حق حبس قاعده‌ای حقوقی به شمار می‌رود. 
 در معاهدات و کنوانسیونهای بین‌المللی نیز حق حبس به رسمیت شناخته شده است، از جمله در کنوانسیون قراردادهای بیع بین‌المللی کالا (مصوب ۱۳۵۹۹ش/ ۱۹۸۰) که به موجب مادّه ۵۸ آن، فروشنده مجاز است تحویل دادن کالا یا اَسناد آن را به خریدار، منوط به دریافت بها (ثمن) کند. 
همچنین اگر قراردادی متضمن حمل کالا باشد، فروشنده مجاز است کالای فروخته شده (مبیع) را با این قید ارسال کند که کالا یا اسنادِ دالّ بر واگذاری آن، فقط در صورت پرداخت بها تحویل خریدار شود.

## قلمرو
این حق بیشتر در مباحث مربوط به بیع (خریدوفروش) مطرح شده اما بسیاری آن را به تمامی انواع عقود معوض گسترش داده‌اند.مربوط به جایی است که اصطلاحا قرار است مال به قبض و اقباض برسد یعنی تسلیم دوطرف شود و آنان بر مال استیلا و تسلط پیدا کنند.
برخی نیز معتقدند در تمامی قراردادها (چه معوض و چه غیرمعوض) حق حبس وجود دارد، برای مثال گفته‌اند در عقد ودیعه، امانت‌گیرنده (مُسْتودِع) می‌تواند برای دریافت مخارجی که بابتِ مالِ ودیعه کرده از ودیعه‌گذار، مورد ودیعه را حبس کند. البته ایراداتی هم به حق حبس وارد شده، برای مثال مقدس اردبیلی از فقهای امامیه با وجود چنین حقی مخالفت کرده و گفته با بستن قرارداد، اجرای تعهد و تحویل دادن مورد معامله واجب می‌شود. احادیث صریحی هم در مورد این حق وجود ندارد و نیز ظلمِ یک طرف عقد با خودداری از دادن مال طرف دیگر، موجب مشروعیت مقابله به مثل و ظلم طرف دیگر نمی‌شود.
یکی از نمونه‌های حق حبس در فقه اسلامی، حق حبس زوجه است که بر اساس آن زن حق دارد تا زمان تحویل مهریه از آمیزش جنسی با شوهرش خودداری کند، در نظر گرفتن چنین حقی در نکاح ناشی از طبیعت معاوضی یا شبه‌معاوضی یا در حکم معاوضه ازدواج در حقوق اسلامی است. برخی فقها که نکاح را در زمرهٔ معاوضات قرار داده‌اند، این حق را برای شوهر هم به رسمیت شناخته‌اند، به این معنی که تا زمان رضایت زن به نزدیکی از پرداخت مهریه خودداری کند.
در حقوق ایران مادهٔ ۳۷۷ قانون مدنی ایران گفته‌است: «هر یک از بایع و مشتری حق دارد از تسلیم مبیع یا ثمن خودداری کند تا طرف دیگر حاضر به تسلیم شود...». بسیاری از حقوق‌دانان مانند امامی، کاتوزیان و لنگرودی معتقدند این ماده مخصوص بیع نیست و حق حبس در حقوق ایران در تمام عقود معوض وجود دارد، اما برخی از جمله شهیدی آن را حقی مخالف قاعده و محدود به مواردی دانسته‌اند که قانون بدان تصریح کرده‌است.
باید توجه داشت که اگر ثمن یا مبیع موجل باشند یعنی مدت دار باشند نمی توان از حق حبس   استفاده  کرد.

## مبنا
در مورد مبنا و فلسفهٔ وجودی حق حبس نظرات مختلفی مطرح شده‌است. برخی آن را «مقتضای اطلاق عقد» دانسته‌اند به این معنی که هریک از دو طرف عقد موظف است مورد معامله را به دیگری واگذار کند و از آن‌جا که وظیفه هیچ‌یک بر دیگری برتری ندارد در صورتی‌که یکی از طرفین از تسلیم حق دیگری خودداری کند برای دیگری هم چنین حقی ایجاد می‌شود. برخی گفته‌اند در عقود معوض این شرط ضمنی وجود دارد که تسلیم موضوع قرارداد منوط به تسلیم عِوَض آن است. برخی نیز به «بنای عقلا» و «عرف» استناد کرده‌اند. در بعضی نظام‌های حقوقی به رابطهٔ علیت استناد کرده‌اند، به این معنی که علت تعهد هر طرف قرارداد، تعهد طرف دیگر است؛ پس، منطقیست که هر یک از آن‌ها اجرای تعهد را موکول به اجرای تعهد دیگری سازد. در نظام حقوقی کامن‌لا (کشورهای انگلوساکسون و پیرو حقوق انگلستان)، حق حبس مبتنی بر این قاعده است که تا شخصی به تعهد خود عمل نکند نمی‌تواند ادعای حق کند که این مبنای حق حبس در معاهدات بین‌المللی نیز به‌شمار می‌رود.

## شرایط ایجاد و اسقاط
- حبس فقط مربوط به دو تعهد یا عِوَض اصلی است نه هر تعهد و الزام فرعی. مثلاً در قرارداد اجاره مستأجر می‌تواند پرداخت اجاره‌بها را موکول به تحویل خانه مورد اجاره کند ولی نمی‌تواند به بهانه عدم تعمیر شیر دستشویی از پرداخت اجاره خودداری کند.
- در اقاله، یا برهم‌زدن توافقی قرارداد، هم حق حبس ایجاد می‌شو.د یعنی هر دو می‌توانند تا زمان عدم تحویل مال خود از تحویل مال دیگری خودداری کنند. چون اقاله نیز خود یک قرارداد معوض است.
- طرفین قرارداد ممکن است به‌طور صریح یا ضمنی حق حبس خود را ساقط کنند. مثلاً وقتی یکی از طرفین برای انجام تعهد خود موعد معینی را تعیین کرده باشد، حق حبس از بین می‌رود. مگر اینکه موعد اجرای تعهد هر دو طرف در آینده و هم‌زمان معین شده باشد.
- در صورتی که عرف یا قانون حکم کند که تعهد یکی از افراد زودتر انجام شود، حق حبس از میان می‌رود. مثلاً عرف است که دستمزد کارگر و رانندهٔ تاکسی یا اجرت ِ حق‌العمل‌کار پس از اتمام کار پرداخت شود.
- برخی معتقدند اجرای تعهد به صورت ناقص، مثل پرداخت بخشی از پول، موجب نقصان حق حبس نمی‌شود یا به بیان دیگر حق حبس تجزیه‌پذیر نیست. اما دیگران گفته‌اند حق حبس به نسبت بخش انجام‌یافته تعهد ساقط می‌شود و تنها در مورد تعهداتِ انجام نشده برقرار است.
- در صورتی که هر دو طرف قرارداد با توسل به حق حبس از اجرای تعهد خویش خودداری کنند، برای حل اختلاف و بن‌بست نظرات مختلفی مطرح شده‌است. به نظر بیشتر فقهای شیعه و برخی فقهای اهل سنّت، حق هیچ‌یک از دو طرف بر دیگری برتری ندارد؛ پس حاکم آن دو را مجبور می‌کند مورد معامله را به خود او یا به فرد عادلی بسپارند تا مبادله دو عوض، هم‌زمان، صورت گیرد. برخی فقهای شیعه گفته‌اند در عقد بیع، حاکم باید ابتدا فروشنده و سپس مشتری را به دادن عِوَض وادارد، چون بایع زمانی مستحق ثمن می‌شود که مبیع را تحویل داده باشد. ابن ادریس حلّی قرعه‌کشی را راه‌حل دانسته‌است، و محمد بن ادریس شافعی گفته اگر ثمن کلی باشد (نه عین معین)، ابتدا مشتری باید ثمن را تحویل دهد و بعد فروشنده مبیع را.اما حقوقدانان ایرانی معتقدند که با   استقاده  همزمان دو طرف از حق حبسشان معامله منفسخ شده و به طور قهری از بین می رود.
- گرفتن مورد معامله بدون رضایت طرف عقد، حق حبس را از بین نمی‌برد؛ پس اگر یکی از دو طرف قبل از دریافت مال خود بر اثر اکراه، اشتباه یا حیله مال دیگری را واگذار کند، می‌تواند آن را پس بگیرد و از حق حبس استفاده کند.
- مالی که حبس شده متعلق به حبس‌کننده نیست بلکه متعلق به کسی است که بر اساس قرارداد مالک آن شده و در دست حبس‌کننده امانت است. پس هزینهٔ نگهداری بر عهدهٔ مالک است و اگر بدون تعدی و تفریط و تقصیر از بین برود حفظ‌کنندهٔ مال مسئولیتی ندارد. در کنوانسیون بیع بین‌المللی کالا به حفظ‌کننده کالا اجازه داده شده که در صورت تأخیر نامتعارف در پرداخت ثمن یا هزینه‌های نگهداری کالا، پس از اخطار، آن را بفروشد. در فقه اسلامی، منافع مال حبس شده به مالک آن اختصاص دارد، ولی به نظر برخی فقها حبس‌کننده ضامن منافع مذکور نیست.